# Chalcides polylepis
Chalcides polylepis (багатолускатий циліндричний сцинк) — вид сцинкоподібних ящірок родини сцинкових (Scincidae). Мешкає в Марокко і Західній Сахарі.

## Поширення і екологія
Багатолускаті циліндричні сцинки поширені на півночі, заході і півдні Марокко, а також зустрічаються на північному заході Західної Сахари. Вони живуть серед каміння і скель, порослих луками, рідколіссями і чагарниками, однак відсутні в густих лісах. Зустрічаються на висоті до 1950 м над рівнем моря. Живородні, самиці народжують 4-7 дитинчат. Гірські популяції впадають у сплячку.